# 王店镇 (当阳市)
王店镇，是中华人民共和国湖北省宜昌市当阳市下辖的一个乡镇级行政单位。

## 行政区划
王店镇下辖以下地区：
王家店社区、跑马村、木店村、新店村、史店村、朝阳观村、王店村、同心村、黑土坡村、熊河村、金星村、白河村、满山红村、双莲村、泉河村和严河村。